# Moranbong (hudební skupina)
Moranbong (korejsky: 모란봉전자악단, Moranbong čončaakdan, dosl. Elektronický sbor Moranbong) je severokorejská dívčí hudební skupina, která byla založena v červenci roku 2012. Název, který znamená doslova „Pivoňkový kopec“, převzala od lokality v hlavním městě Pchjongjangu, hrající významnou roli v režimní propagandě, protože zde údajně Kim Ir-sen pronesl historický projev vyzývající k boji proti japonským okupantům.
Za iniciátora projektu je označován severokorejský vůdce Kim Čong-un, který měl členky kapely osobně vybrat z předních důstojnic armádních uměleckých souborů. Cílem je ukázat světu modernizovanou podobu KLDR a prezentovat její ideologii způsobem, který bude atraktivní i pro mladou generaci. Vlivy jihokorejského K-popu se odrážejí v hudbě i pódiové prezentaci skupiny: pětice vokalistek místo dosavadních vojenských uniforem nosí pestré krátké šaty a předvádí odvážné taneční kreace. Styl Moranbongu spojuje pop rock s prvky vážné i lidové hudby, repertoár tvoří coververze západních hitů jako např. „My Way“ i původní skladby s názvy jako „Moje země je nejlepší“, „Učme se pro blaho lidu“ nebo „Nemůžeme žít bez soudruha Kim Čong-una“.
Založení nové, modernější kapely lze chápat jako potvrzení toho, že některé jiné severokorejské skupiny, jako například Kapela lehké hudby Wangjaesan nebo Elektronický soubor Počonbo, vyšly z módy.
V prosinci 2015 měla skupina vystoupit v Pekingu, čínská strana však koncert na poslední chvíli odvolala. Jako pravděpodobný důvod uvedli pozorovatelé skutečnost, že součástí show měla být projekce záběrů severokorejských balistických raket mířících na území USA, což viděl čínský prezident Si Ťin-pching jako možné ohrožení probíhajících jednání o odzbrojení.

## Diskografie
Moranbong na veřejnosti zazpíval desítky písní. Zde jsou vybrané skladby v abecedním pořadí:
- Budeme Tě následovat[7]
- Milujeme vlajku Strany![7]
- Moje země je nejlepší![7]
- Náš Vůdce, věčné Slunce našeho lidu[8]
- Nechť padá novoroční sníh[9]
- Pojďme na horu Pektusan[7]
- Přátelský otec (Kim Čong Un)[7]
- Postupující socialismus[7]
- Radost lidu[10]
- Sláva Korejské straně práce[11]
- S pýchou[7]
- Učme se (pro blaho lidu)[7]
- U prameniště[12]
- Vstříc budoucnosti[7]
- Zpívám chválu na Stranu[13]
- Žijeme tak jako tenkrát?[14]